# マーチ・84C
マーチ・84C（March 84C）は、イギリスのマーチ・エンジニアリングが1984年のインディカー（CART）用に開発・設計・製造されたオープンホイールレースカーである。前モデルの83C同様、戦闘力が非常に高いシャシーで、全13戦中10勝を挙げ、8回のポールポジションを獲得した。エイドリアン・ニューウェイが設計した84Cは、その年のコンストラクターズタイトル、リック・メアーズがインディアナポリス500を制した。エンジンはフォード・コスワース DFXV8ターボの他に、ビュイック・インディV6エンジンを搭載していた。
- マーチ・84C（1984年インディ500（英語版）優勝車両、リック・メアーズ車）
- マーチ・84C（トム・スニーバ車）
- マーチ・84C（A.J.フォイト車）
- マーチ・84C（ゴードン・ジョンコック（英語版）車）